# Michael Parkinson
Sir Michael Parkinson (Cudworth, 28 marzo 1935 – Bray, 16 agosto 2023) è stato un conduttore televisivo, conduttore radiofonico e giornalista britannico.

## Biografia
Condusse il suo talk show televisivo chiamato Parkinson, dal 1971 al 1982 e dal 1998 al 2007, così come altri talk show e programmi seguiti sia nel Regno Unito che a livello internazionale. Lavorò anche in trasmissioni radiofoniche. È stato descritto dal Guardian come "uno dei più grandi conduttori britannici di talk show".
Parkinson è morto nel 2023 dopo una breve malattia.

## Vita privata
Con la moglie Mary generò tre figli, uno dei quali, Michael Jr., sposò Fiona Allen.